# Henrik Hesselman
Henrik Hesselman (28 janvier 1874 – 11 juillet 1943) est un botaniste suédois. 

## Biographie
Il est le frère de Jonas et Bengt Hesselman. Il est professeur de biologie de la forêt à l'institut de recherche sur la forêt (Statens skogsförsöksanstalt, maintenant un département de l'Université suédoise des sciences agricoles) qu'il préside entre 1925 et 1939
Il est membre de l'académie royale de l'agriculture et de la sylviculture de Suède à partir de 1913 et de l'académie royale des sciences de Suède à partir de 1928.